# Lin Qinwei
Lin Qinwei (11 de julio de 1999) es un deportista chino que compite en skeleton. Ganó una medalla de bronce en el Campeonato Mundial de Skeleton de 2025, en la prueba de equipo mixto.

## Palmarés internacional
| Campeonato Mundial | Campeonato Mundial           | Campeonato Mundial | Campeonato Mundial |
| Año                | Lugar                        | Medalla            | Prueba             |
| ------------------ | ---------------------------- | ------------------ | ------------------ |
| 2025               | Lake Placid (Estados Unidos) | Medalla de bronce  | Equipo mixto       |